# Championnat du Cameroun de football
 (mars 2017).
Si vous disposez d'ouvrages ou d'articles de référence ou si vous connaissez des sites web de qualité traitant du thème abordé ici, merci de compléter l'article en donnant les références utiles à sa vérifiabilité et en les liant à la section « Notes et références ».
Le Championnat du Cameroun de football (également connu sous le nom de MTN Elite One depuis 2007 pour des raisons de parrainage) est la première division, la plus haute division du système de ligue de football au Cameroun, régie par la Fédération camerounaise de football (FECAFOOT) depuis sa création en 1961.

## Structure du championnat
La division d'élite est composée de 18 clubs, à la fin de chaque saison, le club champion et le vice-champion sont qualifiés à la Ligue des champions de la CAF et celui classé 3e à la Coupe de la CAF, tandis que les 3 derniers du classement sont relégués en MTN Elite Two.

## Histoire
Créé en 1961 sous le nom de D1, le premier Championnat d'élite organisé au Cameroun après l'indépendance fut disputé entre 11 clubs. Jusqu'en 2003, le Championnat national du Cameroun se déroulait en une seule poule de 16 équipes. Lors d'une assemblée générale tenue le 29 avril 2003, la Fédération camerounaise de football a procédé à une réforme partielle de ses textes, qui a permis la mise en place, à partir de l'année 2004, d'un championnat en deux phases comportant 18 clubs divisés en deux poules de 9 équipes chacune.
Le 13 décembre 2004, après une saison d'expérimentation, le Président de la FECAFOOT, Mohammed Iya a créé un comité d'évaluation de cette nouvelle formule présidé par le Directeur Technique National, Robert Corfou. Les conclusions du rapport de ce Comité ont relevé des améliorations au niveau de la compétitivité. Malheureusement, le fait que deux clubs soient obligés de descendre en D2 en pleine saison et entre autres, la multiplication des confrontations entre les mêmes adversaires et celui du nombre de déplacements pour certains clubs ont amené le Comité à proposer le retour, pour la Saison 2005, à un championnat à poule unique de 18 clubs qui seront ramenés au nombre de 16 en 2006 avant de passer à nouveau à 18 au cours de la saison 2007-2008 .
Le 26 octobre 2007, à la suite de la signature du contrat de parrainage avec l'entreprise sud-africaine MTN, la FECAFOOT a rebaptisé le Championnat en "MTN Elite One" dont le coup d'envoi pour la saison 2007-2008 a été donné le 8 décembre 2007 à Garoua avec 16 clubs qui seront ramenés à 14 pour la saison 2008-2009 dont le démarrage est prévu le 7 septembre 2008, intégrant ainsi le calendrier recommandé par la FIFA. 
Le championnat rencontre cependant, tout comme la fédération de nombreux problèmes d'organisation, en témoigne la saison 2019 qui n'a eu lieu que sur 6 mois et basée sur un système à phase finale.
La saison 2021-2022, la première depuis l'élection de Samuel Eto'o à la tête de la FECAFOOT, débute à la mi-mars 2022, avec 25 clubs Le championnat est scindé en deux phases car la date limite d'inscription aux compétitions continentales est fixée au 30 juin 2022, dans la première phase les équipes sont réparties dans deux poules. Les deux premiers de poule jouent les demi-finales, puis les deux vainqueurs une finale pour déterminer le champion du Cameroun. Les deux derniers de poule sont relégués directement, un match de barrage désignera le cinquième club relégué.

## Droits TV
La chaîne audiovisuelle gouvernementale CRTV et la Fédération camerounaise de football (Fecafoot) ont signé en avril 2021 un contrat de droits d’images sur les championnats professionnels de football du Cameroun. Le montant de ces droits avoisine les 100 millions de FCFA. Les championnats concernés sont ceux de première et seconde division.
Le contrat concerne la saison 2020-2021. « C’est donc un contrat expérimental avant la négociation l’année prochaine d’un accord en connaissance de cause », précise la même source. La CRTV s’est ainsi engagée à diffuser les matchs de football organisés par la Fecafoot.

## Primes monétaires
Lors de la saison 2022-2023, chaque club participant au championnat percevra une prime de participation de 48 millions de FCFA (près de 73 000 euros). Au terme de la saison, le champion recevra une prime de champion de 50 millions de FCFA (près de 76 000 euros) et une autre de même montant (50 millions de FCFA) pour la participation à la ligue des champions, soit un total de 100 millions de FCFA (près de 152 000 euros).

## Palmarès
| Année     | Champion                  |
| --------- | ------------------------- |
| 1961      | Oryx Douala (1)           |
| 1962      | Caïman de Douala (1)      |
| 1963      | Oryx Douala (2)           |
| 1964      | Oryx Douala (3)           |
| 1965      | Oryx Douala (4)           |
| 1966      | Diamant Yaoundé (1)       |
| 1967      | Oryx Douala (5)           |
| 1968      | Caïman de Douala (2)      |
| 1969      | Union Douala (1)          |
| 1970      | Canon Yaoundé (1)         |
| 1971      | Aigle Nkongsamba (1)      |
| 1972      | Léopards Douala (1)       |
| 1973      | Léopards Douala (2)       |
| 1974      | Canon Yaoundé (2)         |
| 1975      | Caïman de Douala (3)      |
| 1976      | Union Douala (2)          |
| 1977      | Canon Yaoundé (3)         |
| 1978      | Union Douala (3)          |
| 1979      | Canon Yaoundé (4)         |
| 1980      | Canon Yaoundé (5)         |
| 1981      | Tonnerre Yaoundé (1)      |
| 1982      | Canon Yaoundé (6)         |
| 1983      | Tonnerre Yaoundé (2)      |
| 1984      | Tonnerre Yaoundé (3)      |
| 1985      | Canon Yaoundé (7)         |
| 1986      | Canon Yaoundé (8)         |
| 1987      | Tonnerre Yaoundé (4)      |
| 1988      | Tonnerre Yaoundé (5)      |
| 1989      | Racing Bafoussam (1)      |
| 1990      | Union Douala (4)          |
| 1991      | Canon Yaoundé (9)         |
| 1992      | Racing Bafoussam (2)      |
| 1993      | Racing Bafoussam (3)      |
| 1994      | Aigle Nkongsamba (2)      |
| 1995      | Racing Bafoussam (4)      |
| 1996      | Unisport Bafang (1)       |
| 1997      | Cotonsport Garoua (1)     |
| 1998      | Cotonsport Garoua (2)     |
| 1999      | Sable Batié (1)           |
| 2000      | Fovu Baham (1)            |
| 2001      | Cotonsport Garoua (3)     |
| 2002      | Canon Yaoundé (10)        |
| 2003      | Cotonsport Garoua (4)     |
| 2004      | Cotonsport Garoua (5)     |
| 2005      | Cotonsport Garoua (6)     |
| 2006      | Cotonsport Garoua (7)     |
| 2007      | Cotonsport Garoua (8)     |
| 2008      | Cotonsport Garoua (9)     |
| 2009      | Tiko United (1)           |
| 2010      | Cotonsport Garoua (10)    |
| 2011      | Cotonsport Garoua (11)    |
| 2012      | Union Douala (5)          |
| 2013      | Cotonsport Garoua (12)    |
| 2014      | Cotonsport Garoua (13)    |
| 2015      | Cotonsport Garoua (14)    |
| 2016      | UMS Loum (1)              |
| 2017      | Eding Sport FC (1)        |
| 2018      | Cotonsport Garoua (15)    |
| 2019      | UMS Loum (2)              |
| 2019-2020 | PWD Bamenda (1)           |
| 2020-2021 | Cotonsport de Garoua (16) |
| 2021-2022 | Cotonsport de Garoua (17) |
| 2022-2023 | Cotonsport de Garoua (18) |
| 2023-2024 | Victoria United (1)       |
| 2024-2025 | Colombe sportive (1)      |

## Bilan
| Club              | Titres | Années |
| ----------------- | ------ | --- |
| Cotonsport Garoua | 18     | 1997, 1998, 2001, 2003, 2004, 2005, 2006, 2007, 2008, 2010, 2011, 2013, 2014, 2015, 2018, 2021, 2022, 2023 |
| Canon Yaoundé     | 10     | 1970, 1974, 1977, 1979, 1980, 1982, 1985, 1986, 1991, 2002                                                 |
| Union Douala      | 5      | 1969, 1976, 1978, 1990, 2012                                                                               |
| Tonnerre Yaoundé  | 5      | 1981, 1983, 1984, 1987, 1988                                                                               |
| Oryx Douala       | 5      | 1961, 1963, 1964, 1965, 1967                                                                               |
| Racing Bafoussam  | 4      | 1989, 1992, 1993, 1995                                                                                     |
| Caïman de Douala  | 3      | 1962, 1968, 1975                                                                                           |
| UMS Loum          | 2      | 2016, 2019                                                                                                 |
| Aigle Nkongsamba  | 2      | 1971, 1994                                                                                                 |
| Léopards Douala   | 2      | 1972, 1973                                                                                                 |
| Diamant Yaoundé   | 1      | 1966 |
| Unisport Bafang   | 1      | 1996 |
| Sable Batié       | 1      | 1999 |
| Fovu Baham        | 1      | 2000 |
| Tiko United       | 1      | 2009 |
| Eding Sport FC    | 1      | 2017 |
| PWD Bamenda       | 1      | 2020 |
| Victoria United   | 1      | 2024 |
| Colombe sportive  | 1      | 2025 |